# The Rascals (banda estadounidense)
The Rascals (inicialmente The Young Rascals) fue un conjunto de música pop y soul estadounidense, oriundo de Nueva Jersey, activo de manera estable desde 1965 a 1972, y vuelto a reunir varias veces, la última en 2012.

## Carrera
Formado en la localidad de Garfield, el grupo consistía en Eddie Brigati (voz), Felix Cavaliere (teclados y voz), Gene Cornish (guitarra) y Dino Danelli (batería). Cosecharon varios éxitos en la década del 60, con números como "Good Lovin", "Groovin", "People Got to Be Free", "You Better Run", "Beautiful Morning" o, en menor medida, "A Girl Like You" y "I Ain't Gonna Eat Out My Heart Anymore", entre otros.
Entre 1965 y 1972, y atravesando varios cambios en la formación, el grupo editó 9 álbumes, siendo The Island of Real, de 1972 el último de ellos.
Tras la separación de 1972 The Rascals se reunieron ocasionalmente a lo largo de los años, la primera vez en 1988, para el concierto por el 40.º aniversario de Atlantic Records, velada de 13 horas de duración que tuvo lugar en el Madison Square Garden de Nueva York, y que contó con ilustres participantes, como Led Zeppelin (con Jason Bonham), Yes, Genesis o los Bee Gees, entre los nombres más rutilantes.
Tras este mega concierto los Rascals deciden reunirse para una gira, aunque el reencuentro no fue más allá de ese año (1988).
Tras esto dos grupos paralelos surgieron: The New Rascals, con Gene Cornish y Dino Danelli, y Felix Cavaliere's Rascals, ambas bandas se mantenían activas al mismo tiempo, hacia principios de los 90.
Su canción "A beautiful morning" fue incluida en la banda sonora de "A Bronx tale", la primera película como director de Robert de Niro, sobre el crecimiento de un joven en la comunidad italiana del Bronx. Tres de los cuatro componentes de The Rascals eran de origen italiano.
El 6 de mayo de 1997 el grupo fue incluido en el Salón de la Fama del Rock.

## Década del 2000 en adelante
En abril de 2010 los 4 miembros se reunieron para un show a beneficio en Nueva York, con Bruce Springsteen y Steven Van Zandt uniéndoseles para el último tema, "Good Lovin".
En diciembre de 2012 fueron parte de una serie de shows multidisciplinarios titulados "The Rascals: Once Upon a Dream", los cuales fueron organizados y producidos por Steven Van Zandt, incluyendo performances multimedia con actores, y proyecciones de viejas filmaciones del grupo.

## Discografía
Álbumes
- The Young Rascals (1966)
- Collection (1967)
- Groovin (1967)
- Once Upon a Dream (1968)
- Freedom Suite (1969)
- See (1969)
- Search and Nearness (1971)
- Peaceful World (1971)
- The Island of Real (1972)